# ユガリョーナク
ユガリョーナク (ロシア語: Югорёнок)は、ロシア連邦サハ共和国ウスチ＝マヤ地区にある都市型集落。ユドマ川のほとりに位置する。人口は341人（2017年）。

## 歴史
1940年、設立。1978年、都市型集落となる。